# نات باتون
نات باتون هو محامي وقاضي وسياسي أمريكي، ولد في 26 فبراير 1881 في مقاطعة هيوستن في الولايات المتحدة، وتوفي في 27 يوليو 1957. نشط حزبياً في الحزب الديمقراطي. وقد انتخب عضو مجلس نواب تكساس ‏ وانتخب عضو مجلس ولاية تكساس ‏ وانتخب عضو مجلس النواب الأمريكي ‏.